# Xestia spilosata
Xestia spilosata là một loài bướm đêm trong họ Noctuidae.